# Renčišov
Renčišov este o comună slovacă, aflată în districtul Sabinov din regiunea Prešov, pe malul râului Svinka⁠(d). Localitatea se află la altitudinea de 633 m deasupra n.m., se întinde pe o suprafață de 8,86 km2 și în 2017 număra 171 de locuitori.

## Istoric
Localitatea Renčišov este atestată documentar din 1389.

## Demografie
| An:                | 1994 | 2004   | 2014   | 2024   |
| ------------------ | ---- | ------ | ------ | ------ |
| Număr de persoane: | 184  | 178    | 172    | 171    |
| Diferență:         |      | −3,26% | −3,37% | −0,58% |

| An:                | 2023 | 2024   |
| ------------------ | ---- | ------ |
| Număr de persoane: | 176  | 171    |
| Diferență:         |      | −2,84% |